# Elusor macrurus
Elusor macrurus là một loài rùa trong họ Chelidae. Loài này được Cann & Legler miêu tả khoa học đầu tiên năm 1994.